# Ronde van Italië 2025/Tweede etappe
De tweede etappe van de Ronde van Italië 2025 vond plaats op 10 mei. De etappe werd gewonnen door de Brit Joshua Tarling, die Primož Roglič slechts 24 honderdsten van een seconde voorbleef. Roglič nam wel de roze leiderstrui over van Mads Pedersen, die op zijn beurt één seconde tekort kwam om het roze te behouden.

## Parcours
De 13,7 kilometer lange individuele tijdrit door Tirana had enkel de beklimming naar Sauk (vierde categorie) als hindernis. De slotkilometers van de rit waren gelijk aan die van de dag ervoor.

## Koersverloop
De als vierde gestartte Ethan Hayter zette als eerste een richttijd neer. Waar Europees kampioen Edoardo Affini zo'n veertig minuten later onder dook. De grootste favorieten voor de dagzege moesten op dat moment nog starten. Jay Vine, die een dag eerder hard was gevallen, zette een nieuwe beste tijd op zowel het tussenpunt als aan de finish. De 21-jarige Welshman Joshua Tarling, vooraf gezien als een van de grootste favorieten, was aan het tussenpunt (op de top van de beklimming naar Sauk), drie seconden langzamer dan Vine. Echter, de laatste 5,7 kilometer legde hij af met een gemiddelde snelheid van bijna 58 kilometer per uur, waarmee hij aan de finish een voorsprong van drie seconden had. De overige favorieten beten hun tanden stuk op de tijd van Tarling. Primož Roglič kwam slechts 24 honderdsten te kort voor de dagzege. Hij strandde, als beste klassementsrenner, op de tweede plaats. Schaduwfavoriet Wout van Aert kon niet imponeren en eindigde op plek 34. Roze trui Mads Pedersen hield goed stand en werd zevende, maar kwam net te kort om zijn leiderstrui te behouden: Roglič nam la maglia rosa van hem over.
De Australische kampioen Luke Plapp kwam in een bocht hard ten val, waarna hij uiteindelijk op de laatste plaats eindigde.

## Uitslagen
| Tirana – Tirana (13,7 km) |                 |                         |           |
| Plaats                    | Naam            | Ploeg                   | tijd      |
| Winnaar                   | Joshua Tarling  | INEOS Grenadiers        | 16'07,86" |
| 2                         | Primož Roglič   | Red Bull-BORA-hansgrohe | + 0,24"   |
| 3                         | Jay Vine        | UAE Team Emirates-XRG   | + 2,66"   |
| 4                         | Edoardo Affini  | Visma \| Lease a Bike   | + 5,52"   |
| 5                         | Mathias Vacek   | Lidl-Trek               | + 6,05"   |
| 6                         | Daan Hoole      | Lidl-Trek               | + 7,19"   |
| 7                         | Mads Pedersen   | Lidl-Trek               | + 11,83"  |
| 8                         | Brandon McNulty | UAE Team Emirates-XRG   | + 12,64"  |
| 9                         | Ethan Hayter    | Soudal Quick-Step       | + 13,23"  |
| 10                        | Juan Ayuso      | UAE Team Emirates-XRG   | + 16,77"  |
|                           |                 |                         |           |
| 34                        | Wout van Aert   | Visma \| Lease a Bike   | + 38,63"  |

| Algemeen klassement |                   |                         |          |
| Plaats              | Naam              | Ploeg                   | Tijd     |
| Roze trui           | Primož Roglič     | Red Bull-BORA-hansgrohe | 3u52'32" |
| 2                   | Mads Pedersen     | Lidl-Trek               | + 1"     |
| 3                   | Mathias Vacek     | Lidl-Trek               | + 5"     |
| 4                   | Brandon McNulty   | UAE Team Emirates-XRG   | + 12"    |
| 5                   | Juan Ayuso        | UAE Team Emirates-XRG   | + 16"    |
| 6                   | Isaac del Toro    | UAE Team Emirates-XRG   | + 17"    |
| 7                   | Max Poole         | Picnic PostNL           | + 24"    |
| 8                   | Antonio Tiberi    | Bahrain Victorious      | + 25"    |
| 9                   | Michael Storer    | Tudor                   | + 27"    |
| 10                  | Giulio Pellizzari | Red Bull-BORA-hansgrohe | + 31"    |
|                     |                   |                         |          |
| 11                  | Wout van Aert     | Visma \| Lease a Bike   | + 32"    |
| 12                  | Wilco Kelderman   | Visma \| Lease a Bike   | z.t.     |

1e etappe ·
2e etappe ·
3e etappe ·
4e etappe ·
5e etappe ·
6e etappe ·
7e etappe ·
8e etappe ·
9e etappe ·
10e etappe ·
11e etappe ·
12e etappe ·
13e etappe ·
14e etappe ·
15e etappe ·
16e etappe ·
17e etappe ·
18e etappe ·
19e etappe ·
20e etappe ·
21e etappe
Startlijst · Eindstanden · Afbeeldingen